# زالزالک سیاه
زالزالک سیاه یا ولیک (نام علمی: Crataegus nigra) نام یک گونه از سرده زالزالک است. این گیاه به وفور در استان گلستان و مازندران و گیلان یافت می شود.رنگ گوشت میوه آن میتواند قرمز یا سبز متمایل به سفید باشد ، برخی از درختان آن پر از خار و برخی دیگر میزان بسیار کمی خار دارند ارتفاع درخت آن میتواند به پنج تا هشت متر برسد.مربای ان بسیار خوشمزه است